# بلینک
بلینک (به انگلیسی: Blink (airline)) یک شرکت هواپیمایی است که در تاریخ ۱ ژوئیه ۲۰۰۷ میلادی تأسیس شده است. دفتر مرکزی بلینک در فرودگاه بلکبوشه، انگلستان واقع شده‌است و قطب این شرکت هواپیمایی در فرودگاه اورال آک ژول قرار دارد و به ۶۰۰ مقصد، پرواز انجام می‌دهد.